# Dorcadion bithyniense
Dorcadion bithyniense là một loài bọ cánh cứng trong họ Cerambycidae.